# Annelie Drummond-Hay
Elizabeth Ann Drummond-Hay –conocida como Annelie Drummond-Hay– (4 de agosto de 1937-31 de julio de 2022) fue una jinete británica que compitió en la modalidad de salto ecuestre. 

## Carrera
A los 16 años tuvo éxito con ponis en concursos y participó en torneos de Pony Club.
En 1961 ganó la primera edición de Burghley Horse Trials junto a Merely-A-Monarch. En la primavera del año siguiente, ganó el Badminton Horse Trials por un amplio margen. Posteriormente le ofrecieron £ 60 000 por Merely-A-Monarch. Su objetivo inalcanzable fue participar en los Juegos Olímpicos, donde las mujeres no pudieron competir en este deporte hasta la edición de Tokio 1964, y dado que Merely-A-Monarch era muy valioso para correr el riesgo de lesionarse en el campo, cambió a saltos.
Consiguió una medalla de bronce en el Campeonato Mundial de Saltos Ecuestres de Copenhague 1970 en la prueba individual. Años después, se desempeñó como entrenadora en los Países Bajos, entre 2000 y 2004, y en Johannesburgo, Sudáfrica. Su caballo Merely-a-Monarch fue incluido en el Salón de la Fama Ecuestre de la Sociedad Británica del Caballo en 2005 y el 19 de octubre de 2010, fue incluida en el Salón de la Fama Ecuestre de la Sociedad Británica del Caballo. La ceremonia de premiación se llevó a cabo en el cuartel del Regimiento Montado de Caballería Doméstica en Knightsbridge.
A la edad de 79 años, todavía competía con su caballo, Apolo. Murió el 31 de julio de 2022, días antes de cumplir los 85 años.

## Palmarés internacional
| Campeonato Mundial | Campeonato Mundial     | Campeonato Mundial | Campeonato Mundial |
| Año                | Lugar                  | Medalla            | Categoría          |
| ------------------ | ---------------------- | ------------------ | ------------------ |
| 1970               | Copenhague (Dinamarca) | Medalla de bronce  | Individual         |